# Sydney International (doppio misto)
Questo è un elenco delle finali del doppio misto del Sydney International. L'australiana Horace Rice detiene il record di vittorie con 6 trofei.

## Doppio misto
| Anno       | Vincitori                                                                     | Finalisti                                           | Punteggio                   |
| ---------- | ----------------------------------------------------------------------------- | --------------------------------------------------- | --------------------------- |
| 1885       | Annie Lamb Charles W. Cropper                                                 | Mrs S. Want W.J.B. Salmon                           | 6–3, 8–6, 6–1, 6–1          |
| 1886       | Lillian Scott L.A. Whyte                                                      | Eliza Fitzgerald Robert Fitzgerald                  | 6–4, 6–2                    |
| 1887       | C. Greene Dudley Webb (1)                                                     | Eliza Fitzgerald Robert Fitzgerald                  | 6–4, 6–3                    |
| 1888       | Elizabeth M Mayne (1) Dudley Webb (2)                                         | Zilla Scott Alec Chomley                            | 6–4, 2–6, 6–1               |
| 1889       | Eliza Fitzgerald Robert Fitzgerald                                            | Elizabeth M Mayne Dudley Webb                       | 3–6, 6–2, 9–7               |
| 1890       | Elizabeth M Mayne (2) Dudley Webb (3)                                         | Eliza Fitzgerald Robert Fitzgerald                  | 6–4, 6–2                    |
| 1891       | Ellen Blaxland Dudley Webb (4)                                                | Eliza Fitzgerald Robert Fitzgerald                  | 6–2, 6–1                    |
| 1892       | Mabel Shaw (1) G. Wickham (1)                                                 | Ellen Blaxland Dudley Webb                          | 3–6, 6–3, 6–3               |
| 1893       | Mabel Shaw (2) G. Wickham (2)                                                 | Elizabeth M Mayne Ben Green                         | 6–3, 6–3                    |
| 1894       | Mabel Shaw (3) Percy Colquhoun (1)                                            | Miss Dransfield Dudley Webb                         | 6–1, 6–4                    |
| 1895       | Mabel Shaw (4) Percy Colquhoun (2)                                            | Miss Dransfield Dudley Webb                         | 6–1, 6–4                    |
| 1896       | Mabel Shaw (5) Percy Colquhoun (3)                                            | Kate Nunneley Harold A. Parker                      | 6–4, 3–6, 7–5               |
| 1897       | Phoebe Howitt (1) Alfred W. Dunlop (1)                                        | Kate Nunneley Edward Dewhurst                       | 9–7, 6–8, 6–2               |
| 1898       | Phoebe Howitt (2) Alfred W. Dunlop (2)                                        | Miss Brewer T. Irving                               | 5–7, 6–1, 6–2               |
| 1899       | Phoebe Howitt (3) Leslie Gaden (1)                                            | Miss Dransfield Waller                              | 7–5, 6–4                    |
| 1900       | Phoebe Howitt (4) Leslie Gaden (2)                                            | Rose Payten Edward B. Dewhurst                      | 6–4, 6–2                    |
| 1901       | Rose Payten (1) Horace Rice (1)                                               | Miss Dransfield Edwards                             | 6–3, 6–3                    |
| 1902       | Rose Payten (2) Horace Rice (2)                                               | M. Dransfield Mr Jones                              | 6–4, 6–3                    |
| 1903       | Rose Payten (3) Horace Rice (3)                                               | W. Wright Bremer                                    | 6–4, 6–2                    |
| 1904       | Rose Payten (4) Horace Rice (4)                                               | Miss Jones S. Jones                                 | 7–5, 6–1                    |
| 1905       | Non disputato                                                                 | Non disputato                                       | Non disputato               |
| 1906       | Miss Jones S. Jones                                                           | Rose Payten Horace Rice                             | 7–5, 7–5                    |
| 1907       | Rose Payten (5) Horace Rice (5)                                               | Miss Jones S. Jones                                 | 6–3, 6–4                    |
| 1908       | Annie Kellet-Baker Horace Rice (6)                                            | Rose Payten A.B. Jones                              | Abbandono                   |
| 1909       | Lily Addison (1) J.J. Addison                                                 | Phillis Stewart Mr. Campbell                        | 6–3, 6–3                    |
| 1910       | Lily Addison (2) Ernie Parker                                                 | D. Gordon Jones                                     | 6–4, 6–4                    |
| 1911       | Phillis Stewart (1) Ashley Campbell (1)                                       |                                                     |                             |
| 1912       | Miss Collings Ashley Campbell (2)                                             | Orea Beatty Barney Jones                            | 6–1, 8–6                    |
| 1913       | Miss Gordon Barney Jones (1)                                                  | Miss Collings Ashley Campbell                       | walkover                    |
| 1914       | Annie Ford John O. Anderson                                                   | Dorothy Schlesinger Gerald Patterson                | 6–1, 6–2                    |
| 1915       | Phillis Stewart (2) Barney Jones (2)                                          | Annie Ford John O. Anderson                         | 7–5, 3–6, 9–7               |
| 1916- 1918 | Non disputato                                                                 | Non disputato                                       | Non disputato               |
| 1919       | Mrs H. Fuller (1) Frank Peach                                                 | Floris Saint-George Norman Peach                    | 4–6, 6–4, 6–3               |
| 1920       | Non disputato                                                                 | Non disputato                                       | Non disputato               |
| 1921       | Mrs H. Fuller (2) Clarence Todd                                               | Mal Molesworth Jack Hawkes                          | Abbandono                   |
| 1922       | Peggy Ingram Victor Penman                                                    | Betty Dix Ali-Hassan Fyzee                          | 6–2, 6–4                    |
| 1923- 1924 | Non disputato                                                                 | Non disputato                                       | Non disputato               |
| 1925       | Marjorie Cox (1) Jack Willard (1)                                             | Mary Elliott Norman Peach                           | 6–3, 6–1                    |
| 1926       | Marjorie Cox (2) Jack Willard (2)                                             | Esna Boyd Rupert Wertheim                           | 7–5, 6–3                    |
| 1927       | Non disputato                                                                 | Non disputato                                       | Non disputato               |
| 1928       | Sylvia Harper Norman Peach                                                    | Marjorie Cox Jack Willard                           | 6–1, 6–1                    |
| 1929       | Non disputato                                                                 | Non disputato                                       | Non disputato               |
| 1930       | Marjorie Cox (3) Jack Crawford (1)                                            | Nell Hall Harry Hopman                              | 2–6, 6–2, 6–3               |
| 1931       | Miss Roberts E. Vivian Bobb                                                   | Leila Row A. Hussain                                | 10–8, 6–3                   |
| 1932 (1)   | Marjorie Crawford (1) Jack Crawford (2)                                       | Mall Molesworth A. Willard                          | 6–4, 8–6                    |
| 1932 (2)   | Nell Hall Keith Gledhill                                                      | Ula Valkenburg C. Donohoe                           | 6–3, 5–7, 6–4               |
| 1933       | Marjorie Crawford (2) Jack Crawford (3)                                       | Joan Hartigan Ray Dunlop                            | 6–2, 8–6                    |
| 1934       | Dorothy Round Fred Perry                                                      | Nell Hopman Harry Hopman                            | 6–3, 6–4                    |
| 1935       | Joan Hartigan (1) Neil Turvey                                                 | Nell Hopman Harry Hopman                            | 9–7, 2–6, 6–4               |
| 1936       | Non disputato                                                                 | Non disputato                                       | Non disputato               |
| 1937       | Joan Hartigan (2) Arthur Huxley                                               | Thelma Coyne Jack Crawford                          | 6–3, 6–4                    |
| 1938       | Nell Hopman (1) Harry Hopman (1)                                              | Alison Hattersley F. Bennett                        | 6–4, 6–3                    |
| 1939       | Nell Hopman (2) Harry Hopman (2)                                              | Joan Hartigan Arthur Huxley                         | 6–4, 6–3                    |
| 1940- 1944 | Non disputato                                                                 | Non disputato                                       | Non disputato               |
| 1945       | Thelma Coyne Long (1) Nancye Wynne Bolton vs. Joyce Fitch Rymer John Bromwich |                                                     | 3–6, 6–4, 7–7 non terminata |
| 1946       | Joyce Fitch Rymer ?? (m) John Bromwich ?? (m)                                 | Thelma Coyne Long ?? (f) Nancye Wynne Bolton ?? (f) | 4–6, 6–4, 6–4               |
| 1947       | Non disputato                                                                 | Non disputato                                       | Non disputato               |
| 1948       | Doris Hart Frank Sedgman                                                      | Thelma Coyne Long ?? (f) Nancye Wynne Bolton ?? (f) | 6–4, 6–4                    |
| 1949- 1950 | Non disputato                                                                 | Non disputato                                       | Non disputato               |
| 1951       | Thelma Coyne Long (2) G Worthington                                           | Nell Hall Hopman Don Candy                          | walkover                    |
| 1952       | Julia Sampson Rex Hartwig                                                     | Maureen Connolly Brinker Lew Hoad                   | 0–6, 6–3, 9–7               |
| 1953- 1957 | Non disputato                                                                 | Non disputato                                       | Non disputato               |
| 1958       | Candy Reynolds Bob Mark                                                       | Thelma Coyne Long Orlando Sirola                    | 6–4, 7–5                    |
| 1959- 1965 | Non disputato                                                                 | Non disputato                                       | Non disputato               |
| 1966       | Judy Tegart Dalton Tony Roche                                                 | Lesley Turner Bowrey Owen Davidson                  | 6–2, 6–4                    |